# Hester Lynch Piozzi
Hester Lynch Piozzi pseudonim Mrs. Thrale (ur. w styczniu 1741, zm. 2 maja 1821 w Clifton) – brytyjska pisarka.
Hester Lynch Piozzi prowadziła salon literacki, w którym bywali m.in. Edmund Burke, Frances Burney i Charles Burney, David Garrick, Oliver Goldsmith i Sir Joshua Reynolds.
Była autorką m.in.: Anecdotes of the Late Samuel Johnson (1786), Letters to and from the Late Samuel Johnson (1788), które miały kilka wydań, a także dziennika z podróży po Francji, Włoszech i Niemczech: Observations and Reflections Made in the Course of a Journey through France, Italy and Germany (1789).